# Timber Sycamore

Stemma della CIA

Timber Sycamore è un programma segreto di fornitura armi e addestramento gestito dalla CIA degli Stati Uniti d'America e sostenuto da altri servizi di intelligence come quello dell'Arabia Saudita. Lanciato nel 2012, ha fornito denaro, armi e addestramento alle forze ribelli che combattono il governo del presidente siriano Bashar al-Assad nella guerra civile siriana. Secondo i funzionari statunitensi, il programma ha addestrato migliaia di ribelli. Il presidente Barack Obama ha autorizzato segretamente la CIA ad armare i ribelli siriani dal 2013.
Una conseguenza non voluta del programma è stata la proliferazione di armi nel mercato nero del Medio Oriente, come fucili d'assalto, mortai e lanciatori di granate a propulsione (RPG), dopo esser state rubate dai servizi segreti giordani, e finite perlopiù nelle mani dello Stato Islamico dell'Iraq e della Siria (ISIS) e di diverse formazioni fondamentaliste islamiche come Ahrar al-Sham e Fronte al-Nusra, affiliato con Al Qaida.
Nel luglio 2017, i funzionari statunitensi hanno dichiarato che il Timber Sycamore sarebbe stato eliminato gradualmente, con fondi reindirizzati alla lotta contro l'ISIS, o per offrire capacità difensive alle forze ribelli anti-Assad.

## Creazione

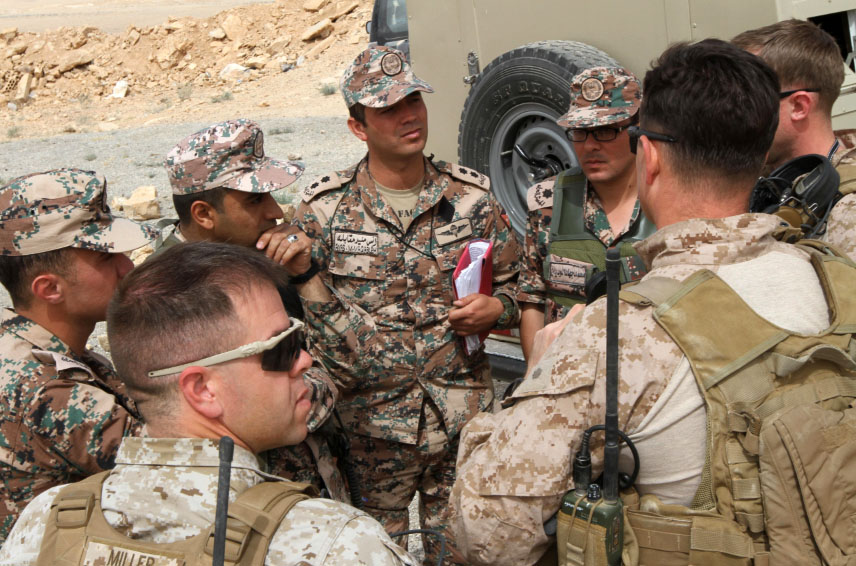
Militari statunitensi e giordani collaborano in Amman, Giordania.

Il direttore della CIA David Petraeus ha proposto per la prima volta un programma segreto di armamento e addestramento ribelli nell'estate del 2012. Inizialmente il presidente Barack Obama ha respinto la proposta, accettando in seguito, in parte a causa di pressioni da parte di leader stranieri, tra cui il re Abd Allah II di Giordania e il primo ministro israeliano Benjamin Netanyahu. Seymour Hersh ha affermato che la CIA ha facilitato il flusso di armi dalla Libia alla Siria per più di un anno, prima dell'estate 2013, in collaborazione con il Regno Unito, Arabia Saudita e Qatar.
Timber Sycamore è iniziato alla fine del 2012 ed è simile ad altri programmi di fornitura armi e addestramento del Pentagono o della CIA che sono stati istituiti nei decenni precedenti per sostenere le forze ribelli straniere. Greg Miller e Adam Entous del The Washington Post hanno dichiarato che l'operazione è stata il fulcro della strategia statunitense per destituire il presidente siriano Bashar al-Assad. I principali sostenitori del programma sono gli Stati Uniti e l'Arabia Saudita, ma è anche sostenuto da altri governi regionali arabi e dal Regno Unito. Il programma ha come base la Giordania, per via della vicinanza del paese ai campi di battaglia in Siria.
L'Arabia Saudita ha fornito miliardi di dollari in equipaggiamento militare, e il finanziamento segreto delle forze ribelli è stato fornito anche da Qatar, Turchia e Giordania.
Arabia Saudita, Qatar, Turchia e CIA hanno contrabbandato migliaia di armi e milioni di munizioni ai ribelli siriani nel 2012 prima del lancio del programma. Un documento segreto del Dipartimento di Stato degli Stati Uniti d'America, firmato dal segretario di Stato Hillary Clinton, ha riferito che i donatori sauditi costituivano un importante sostegno per le forze militanti sunnite a livello mondiale e alcuni funzionari americani temevano che i ribelli sostenuti avessero legami con Al Qaida.
L'esistenza di Timber Sycamore è stata rivelata da The New York Times e Al Jazeera poco dopo che il Jane's Defence Weekly ha riferito, alla fine del 2015, che il sito web "US Federal Business Opportunities" ha sollecitato pubblicamente le offerte di appalto per spedire tonnellate di armi dall'Europa orientale a Taşucu, in Turchia e ad Aqaba, in Giordania.

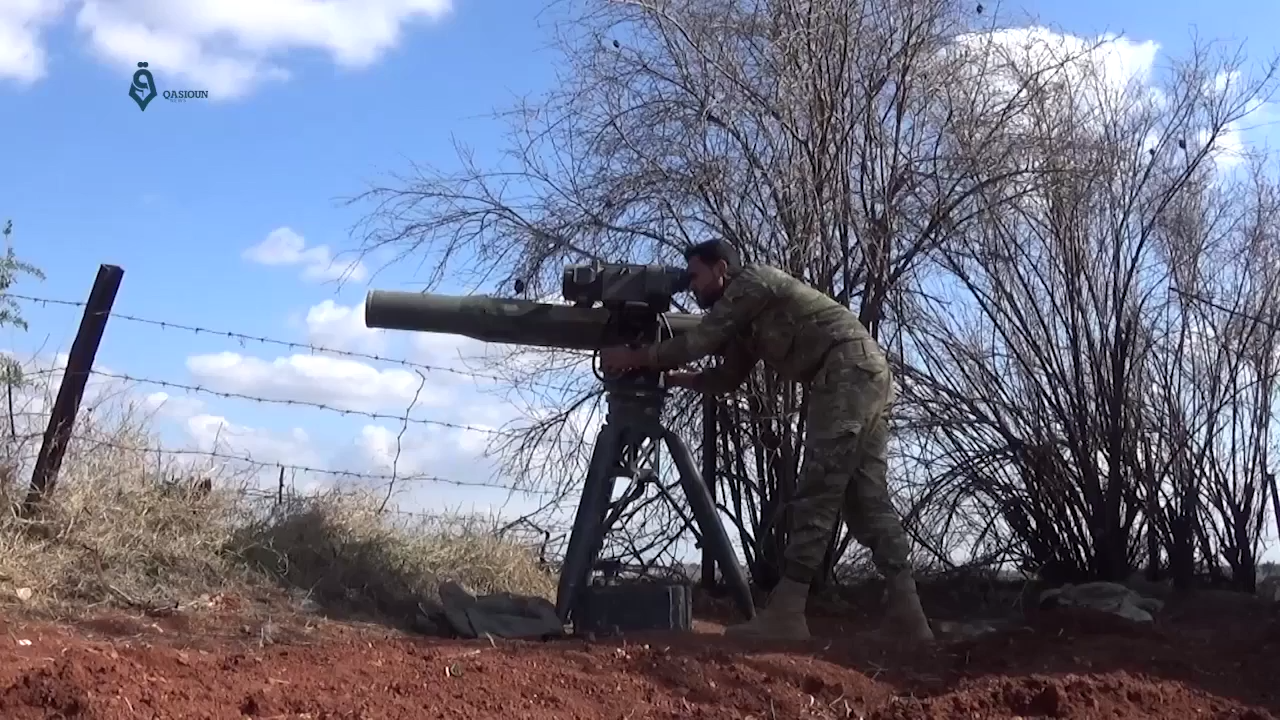
I ribelli di Jaysh al-Izza lanciano un missile anticarro BGM-71 TOW fabbricato negli USA contro le forze governative durante l'offensiva di Hama del 2017.

Timber Sycamore è stato gestito dal Military Operations Command (MOC) ad Amman e ha fornito fucili d'assalto Kalashnikov, mortai, granate a razzo, missili guidati anticarro, visori notturni, camioncini e altre armi alle forze ribelli siriane. Molte delle armi sono state acquistate nei Balcani o in altre località dell'Europa orientale, per poi essere indirizzate alle forze ribelli siriane e ai campi di addestramento dei servizi di sicurezza giordani. Gli agenti paramilitari della CIA hanno addestrato i ribelli siriani nell'uso delle armi. Secondo Charles Lister del Daily Beast sono stati almeno 50 i gruppi ribelli che hanno ricevuto armi o addestramento attraverso il programma dopo la fine del 2012; il numero esatto non è noto.
Secondo i funzionari americani il programma è stato molto efficace. L'addestramento e l'equipaggiamento fornito dagli Stati Uniti ai combattenti ha permesso alle forze ribelli sostanziali conquiste sul campo di battaglia. Funzionari americani affermano che il programma ha iniziato a perdere efficacia dopo l'intervento militare in Siria da parte della Russia. David Ignatius, sul The Washington Post, ha sostenuto che il Timber Sycamor sia fallito nel suo obiettivo di rimuovere Assad dal potere nonostante il programma pompasse molte centinaia di milioni di dollari a dozzine di gruppi di miliziani. Un noto funzionario stima che i combattenti sostenuti dalla CIA potrebbero aver ucciso o ferito 100.000 soldati siriani e i loro alleati negli ultimi quattro anni.
I ribelli sostenuti dagli Stati Uniti hanno spesso combattuto al fianco del Fronte al-Nusra e Al Qaida. Diverse armi fornite dagli Stati Uniti sono finite nelle mani dei fondamentalisti islamici.
Il programma rimane segreto, e molti dettagli rimangono sconosciuti, tra cui la quantità totale e la gamma di armi, il tipo di addestramento fornito, i tipi di istruttori statunitensi coinvolti e gli esatti gruppi ribelli supportati. The Canberra Times ha riportato che duemila tonnellate di armi sovietiche sono state consegnate ad Aqaba nell'aprile 2016.
Gli Stati Uniti hanno consegnato armi tramite la base aerea di Ramstein probabilmente in violazione delle leggi tedesche.

## Mercato nero

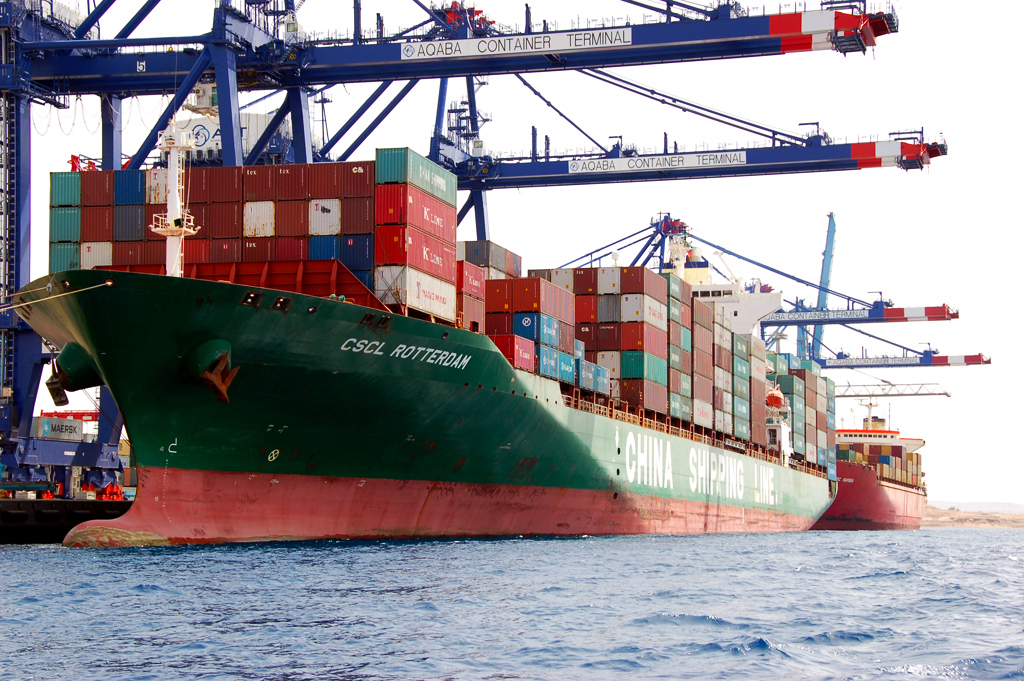
Il porto di Aqaba, in Giordania, è una via importante per le armi del Timber Sycamore che entrano in Siria.

### Vendita di armi dell'intelligence giordana
Secondo i funzionari statunitensi e giordani, le armi spedite in Giordania dalla CIA e dall'Arabia Saudita sono state rubate da funzionari dell'intelligence giordana Da'irat al-Mukhabarat al-Amma e vendute sul mercato nero. L'entità del furto è ammontato a milioni di dollari, e funzionari dell'FBI affermano che alcune delle armi rubate sono state successivamente utilizzate per uccidere due mercenari statunitensi, due giordani e un sudafricano in un centro di addestramento di una stazione di polizia in Giordania. Le armi ricevute tramite Timber Sycamore hanno inondato i mercati neri mediorientali con armi pesanti.
Funzionari giordani affermano che gli ufficiali dei servizi segreti giordani hanno rubato le armi del programma per acquistare oggetti di lusso, con la connivenza degli ufficiali superiori. I furti sono stati interrotti dopo mesi di denunce da parte del governo statunitense e da quello saudita, i principali sostenitori del programma. Secondo i funzionari giordani, diversi agenti dei servizi segreti sono stati licenziati, ma i loro profitti non sono stati confiscati. Il ministro della Giordania per gli affari di stato e dei media Mohammad Al-Momani ha dichiarato che le accuse non erano corrette.

### Traffico di armi con l'ISIS
Prima della guerra civile siriana, la Siria meridionale e la Giordania settentrionale avevano un canale per altre operazioni di contrabbando. L'avvento della guerra ha trasformato la regione in un centro per il contrabbando di armi. Il Timber Sycamore non fece che intensificare la portata delle operazioni di contrabbando al confine. I principali centri di contrabbando sono stati i bazar in Ma'an nel sud della Giordania, Sahab vicino ad Amman e nella valle del fiume Giordano.
Un'inchiesta condotta dai giornalisti Phil Sands e Suha Maayeh ha rivelato che le armi del MOC, fornite ai ribelli, sono state vendute da questi ultimi ai commercianti di armi locali, spesso per raccogliere denaro per pagare altri combattenti. Secondo le forze ribelli, diversi beduini riforniti dal MOC avrebbero scambiato le armi con l'ISIS, i quali avrebbero effettuato ordini d'acquisto utilizzando il servizio di messaggistica crittografato WhatsApp. Due comandanti ribelli e un'organizzazione per il controllo delle armi del Regno Unito sostengono che le armi fornite dai MOC sono giunte alle forze dell'ISIS.
Uno studio del 2017 condotto dalla Conflict Armament Research commissionato dall'Unione europea e della "Deutsche Gesellschaft für Internationale Zusammenarbeit" ha rilevato che il sostegno esterno statunitense ai ribelli siriani anti-Assad ha aumentato significativamente la quantità e la qualità delle armi, incluse quelle anticarro, finite in possesso dell'ISIS.
Diverse email intercettate dell'allora segretario di Stato Hillary Clinton, rivelano che gli Stati Uniti collaborarono con l'Arabia Saudita nonostante fossero al corrente dei finanziamenti di quest'ultima all'ISIS.

## Chiusura del programma
Nel luglio 2017, funzionari anonimi dichiarano che il presidente Donald Trump, in consultazione con il consigliere per la sicurezza nazionale H. R. McMaster e il direttore della CIA Mike Pompeo, ha deciso di eliminare gradualmente il sostegno alle forze ribelli siriane anti-Assad.
Diversi funzionari hanno definito la decisione come una "grande concessione" alla Russia, altri hanno sostenuto fosse un segnale alla Russia, per dimostrare che l'amministrazione statunitense volesse migliorare i rapporti fra i due paesi. Alcuni membri dell'amministrazione Obama hanno confessato che avrebbero voluto ritirare loro stessi il programma perché molti ribelli armati e addestrati dal programma avevano ingrossato le file dell'ISIS e di gruppi terroristici collegati.
Continuerà invece un programma militare statunitense simile, per armare, addestrare e sostenere la Forze Democratiche Siriane in lotta contro l'ISIS con attacchi aerei.

## Stampa
Secondo Rachel Marsden, che scrive per il The Baltimore Sun, la CIA e l'Arabia Saudita, con il programma Timber Sycamore, intendevano consentire alle forze militari indipendenti di cacciare Assad per installare un leader siriano che rispondesse agli interessi statunitensi, sauditi e del Qatar, e per indebolire l'influenza della Russia in Medio Oriente.
Il reporter Paul Malone sostiene che le armi consegnate da Timber Sycamore potrebbero essere state acquistate da Al Qaida in Siria, equiparando il programma a all'operazione Cyclone, messa in atto in Afghanistan contro i sovietici.
Fausto Biloslavo, per il Giornale, ha riportato come, nonostante la segretezza del programma, il vice presidente Joe Biden sia stato fotografato nel centro di Zarqa nel marzo 2015.

## Politici
Il senatore Ron Wyden ha messo in dubbio il programma, rilasciando una dichiarazione secondo cui "gli Stati Uniti stanno cercando di costruire le capacità militari dell'opposizione anti-Assad, ma non hanno fornito al pubblico dettagli su come questo viene fatto, quali agenzie statunitensi sono coinvolte, o con quali partner stranieri collaborano quelle agenzie".